# Scenes from the Life of Andy Warhol: Friendships and Intersections
Scenes from the Life of Andy Warhol: Friendships and Intersections è un documentario del 1982 diretto da Jonas Mekas e basato sulla vita del pittore statunitense Andy Warhol.